# Olympique Lyonnais 2005-2006
Questa voce raccoglie le informazioni riguardanti l'Olympique Lyonnais nelle competizioni ufficiali della stagione 2005-2006.

## Maglie e sponsor
Lo sponsor tecnico per la stagione 2005-2006 è Umbro, mentre lo sponsor ufficiale è Renault Trucks.
| Casa | Trasferta | Terza divisa |

## Organigramma societario
Area direttiva
- Presidente: Jean-Michel Aulas

Area tecnica
- Allenatore: Gérard Houllier
- Allenatore in seconda: Patrice Bergues, Rémi Garde
- Preparatore atletico: Robert Duverne
- Preparatore dei portieri: Joël Bats

Area sanitaria
- Medico sociale: Jean-Jacques Amprino

## Rosa
| N. |                     | Ruolo | Calciatore                      |
| -- | ------------------- | ----- | ------------------------------- |
| 1  | Francia (bandiera)  | P     | Grégory Coupet                  |
| 3  | Brasile (bandiera)  | D     | Cris                            |
| 4  | Svizzera (bandiera) | D     | Patrick Müller                  |
| 5  | Brasile (bandiera)  | D     | Cláudio Caçapa                  |
| 7  | Mali (bandiera)     | C     | Mahamadou Diarra                |
| 8  | Brasile (bandiera)  | C     | Juninho Pernambucano (capitano) |
| 9  | Norvegia (bandiera) | A     | John Carew                      |
| 10 | Francia (bandiera)  | A     | Florent Malouda                 |
| 11 | Brasile (bandiera)  | A     | Fred                            |
| 12 | Francia (bandiera)  | D     | Anthony Réveillère              |
| 13 | Francia (bandiera)  | A     | Pierre-Alain Frau               |
| 14 | Francia (bandiera)  | A     | Sidney Govou                    |
| 15 | Senegal (bandiera)  | D     | Lamine Diatta                   |
| 18 | Francia (bandiera)  | A     | Hatem Ben Arfa                  |

| N. |                       | Ruolo | Calciatore        |
| -- | --------------------- | ----- | ----------------- |
| 19 | Francia (bandiera)    | A     | Karim Benzema     |
| 20 | Francia (bandiera)    | D     | Éric Abidal       |
| 21 | Portogallo (bandiera) | C     | Tiago             |
| 22 | Francia (bandiera)    | A     | Sylvain Wiltord   |
| 23 | Francia (bandiera)    | D     | Jérémy Berthod    |
| 24 | Francia (bandiera)    | D     | Sylvain Monsoreau |
| 25 | Francia (bandiera)    | P     | Joan Hartock      |
| 26 | Francia (bandiera)    | C     | Jérémy Clément    |
| 27 | Francia (bandiera)    | D     | Johann Truchet    |
| 30 | Francia (bandiera)    | P     | Rémy Vercoutre    |
| 31 | Francia (bandiera)    | D     | François Clerc    |
| 32 | Francia (bandiera)    | C     | Sylvain Idangar   |
| 35 | Francia (bandiera)    | P     | Rémy Riou         |

## Statistiche

### Andamento in campionato
| Giornata  | 1 | 2 | 3 | 4 | 5 | 6 | 7 | 8 | 9 | 10 | 11 | 12 | 13 | 14 | 15 | 16 | 17 | 18 | 19 | 20 | 21 | 22 | 23 | 24 | 25 | 26 | 27 | 28 | 29 | 30 | 31 | 32 | 33 | 34 | 35 | 36 | 37 | 38 |
| --------- | - | - | - | - | - | - | - | - | - | -- | -- | -- | -- | -- | -- | -- | -- | -- | -- | -- | -- | -- | -- | -- | -- | -- | -- | -- | -- | -- | -- | -- | -- | -- | -- | -- | -- | -- |
| Luogo     | T | C | T | C | T | C | T | C | T | C  | T  | C  | T  | C  | T  | C  | T  | C  | T  | C  | T  | C  | T  | C  | T  | T  | C  | C  | T  | C  | T  | C  | T  | C  | T  | C  | T  | C  |
| Risultato | V | V | N | V | V | V | N | N | V | V  | V  | V  | V  | V  | V  | N  | V  | N  | P  | V  | V  | V  | N  | N  | N  | V  | P  | V  | V  | V  | N  | V  | V  | V  | P  | V  | P  | V  |
| Posizione | 4 | 4 | 3 | 2 | 1 | 1 | 1 | 1 | 1 | 1  | 1  | 1  | 1  | 1  | 1  | 1  | 1  | 1  | 1  | 1  | 1  | 1  | 1  | 1  | 1  | 1  | 1  | 1  | 1  | 1  | 1  | 1  | 1  | 1  | 1  | 1  | 1  | 1  |

Fonte:  France » Ligue 1 2005/2006 » Schedule, su worldfootball.net.
Legenda:

Luogo: C = Casa; T = Trasferta. Risultato: V = Vittoria; N = Pareggio; P = Sconfitta.